# Sint-Theresiakerk (Le Portel)
De Sint-Theresiakerk (Frans: Église Sainte-Thérèse) is een rooms-katholiek kerkgebouw in de tot het Franse departement Pas-de-Calais behorende plaats Le Portel.

## Geschiedenis
Deze kerk werd gebouwd van 1957-1958 omdat de voorganger tijdens de Tweede Wereldoorlog was verwoest. Architect was Yves Laloy.

## Gebouw
Het betreft een eenvoudig gebouw op rechthoekige plattegrond. Het is een kerk met een lang, eenbeukig schip. Tegen de voorgevel aan is een kleine klokkentoren gebouwd. Het kerkgebouw is verbonden met de parochiezalen.